# Centro Martin Luther King Jr. para mudanças sociais não violentas
O Centro Martin Luther King Jr. para mudanças sociais não violentas (em inglês:  Martin Luther King Jr. Center for Nonviolent Social Change), comumente conhecido como The King Center, é uma organização não governamental sem fins lucrativos em Atlanta, Estados Unidos.

## História
A organização foi fundada em 1968 por Coretta Scott King.  King iniciou a organização no porão da casa do casal no ano seguinte o ano após o assassinato de 1968 de seu marido, Martin Luther King Jr..
Em 1981, a sede do centro foi transferida para as instalações de Martin Luther King, Jr., National Historic Site na Auburn Avenue. 
Em 1994, Dexter King sucedeu sua mãe como diretor do centro. Em 2010, Martin Luther King III tornou-se presidente.  Em 2012, a filha mais nova de King, Bernice King, tornou-se a CEO. 

## Programas
O centro oferece programas de pesquisa, educação e treinamento sobre os princípios, filosofia e métodos da não-violência. Apoia estas ações internacionalmente com a Beloved Community Network.

## Prêmio da Paz não-violenta de Martin Luther King Jr.
A organização concede o Prêmio da Paz Não-Violenta Martin Luther King Jr. 